# Coolitude !
Coolitude ! est le dix-huitième album de la série de bande dessinée Les Simpson, sorti le 25 avril 2012, par les éditions Jungle. Il contient trois histoires : Viva Bart, Je crois en Bruns, typographié Je croi$ en Burn$ et Comment Marge récupéra ses rideaux.